# Villagrande Strisaili
Villagrande Strisaili là một đô thị tại tỉnh Ogliastra trong vùng Sardinia, có vị trí khoảng 90 km về phía đông bắc của Cagliari và khoảng 13 km về phía tây bắc của Tortolì. Tại thời điểm ngày 31 tháng 12 năm 2004, đô thị này có dân số 3.577 người và diện tích là 211,3 km².
Đô thị Villagrande Strisaili có các frazione (đơn vị cấp dưới) Villanova Strisaili.
Villagrande Strisaili giáp các đô thị: Arzana, Desulo, Fonni, Girasole, Lotzorai, Orgosolo, Talana, Tortolì.

## Links
- Ulloro Escursioni Lưu trữ ngày 31 tháng 1 năm 2011 tại Wayback Machine